# Oiá Ibalé

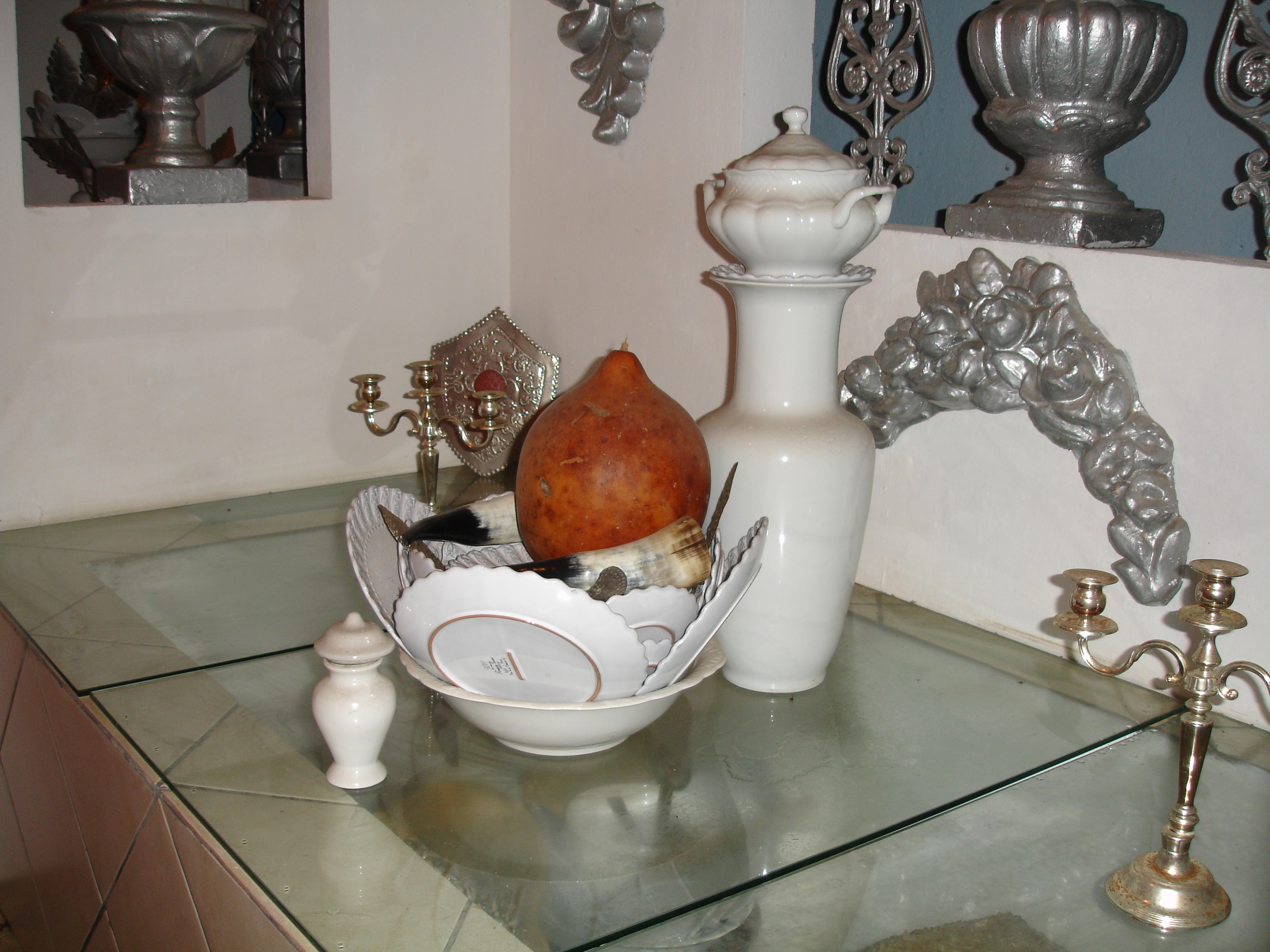
Assentos de Oiá Ibalé no Candomblé

Oiá Ibalé (em iorubá: Oyá Igbalé) ou Iansã do  Balé são títulos da Oiá Mensã Orum, Mãe dos nove céus ou dos nove Planetas. É saudada com Iá Mensã Orum e Èpa heyi!. É a orixá ligada ao rio Níger, dos ventos e das tempestades. Identificada no jogo do merindilogum pelos odu odi, ossá e ouarim e representado material e imaterialmente no candomblé, através do assentamento sagrado denominado Ibá de Oiá.
Oiá Ibalé é a denominação usada no candomblé e povo do santo por sua ligação e domínio do cemitério (ibalé ou balé), depois que Omolu ofertou-lhe parte de seu poder para conduzir os ancestrais egungum. Vestindo-se de branco com o seu iruquerê é encarregada de separar os vivos dos mortos e adorada por todos, venerada no ritual de (Icu) Axexê.